# Hochtannbergpass
Hochtannbergpass är ett bergspass i Österrike. Det ligger i distriktet Bregenz och förbundslandet Vorarlberg, i den västra delen av landet. Hochtannbergpass ligger 1 703 meter över havet. Vägen upp till passet lutar maximal 14 %.
Trakten runt Hochtannbergpass består i huvudsak av gräsmarker.